# Resolució 440 del Consell de Seguretat de les Nacions Unides
La Resolució 440 del Consell de Seguretat de les Nacions Unides, fou aprovada el 27 de novembre de 1978. Després d'escoltar un representant de Xipre, el Consell va expressar la seva profunda preocupació per la manca de progrés en la qüestió de la pau. La resolució va reafirmar les resolucions 365 (1974), 367 (1975) i 410 (1977), en què es demana a totes les parts que garanteixin la implementació de les resolucions i reprenguin les negociacions amb les Nacions Unides.
La resolució també va demanar al Secretari General de les Nacions Unides que vigilés la situació i informés el 30 de maig de 1979 o abans, amb el temps que el Consell de Seguretat revisés la situació de nou el juny de 1979.
No es van donar detalls sobre la votació, a part que es va adoptar "per consens"